# Томас и другари: Мистерија Осматрачнице
Томас и другари: Мистерија Осматрачнице (енгл. Thomas & Friends: The Mystery of Lookout Mountain) канадски је анимирани филм из 2022. у дистрибуцији Мател телевизије. То је део телевизијске серије Томас и другари у оквиру ТВ серија из 2021.

## Радња
Када аутомобили нестану у Рудницима, Томас и Перси мисле да имају савршену авантуру за Највећи авантуристички клуб. Али онда откривају да је пре много година постојао сличан проблем на планини Лукаут. Томас и његови пријатељи кренули су у решавање двоглаве мистерије. Њихова потрага их води испод водопада, у непознате тунеле, нове кристалне пећине и на крају доводи децу лицем у лице са митским Рудничким монструм.

## Улоге
| Улога                 | Енглески глас  | Амерички глас | Српски глас         |
| --------------------- | -------------- | ------------- | ------------------- |
| Томас                 | Миша Контрерас | Арон Бараши   | Виктор Мајер        |
| Гордон                | Нил Кроун      | Вил Волас     | Милан Тубић         |
| Перси                 | Чарли Зелцер   | Анри Чарлс    | Ђурђина Радић       |
| Емили                 | Кејла Лорет    | Марија Екинс  | Јована Цавнић       |
| Виф                   | Џо Пинг        | Мет Колс      | Милан Тубић         |
| Нија                  | Талија Еванс   | Сејд Смит     | Ивана Тењовић       |
| Дизел                 | Вил Банеџа     | Хенри Харисон | Јелена Поповић      |
| Карли                 | Џена Ворен     | Ева Мухамед   | Снежана Нешковић    |
| Сенди                 | Гли Данго      | Холи Диксон   | Катарина Марјановић |
| Кана                  | Ејва Ро        | Клои Рафаел   | Ивона Рамбосек      |
| Зелени неваљали вагон | Џејми Ватсон   | Џеј Армстронг | Лако Николић        |
| Бруно                 | Чак Смит       | Елипт Гарсија | Јована Цавнић       |
| Дарси                 | Дејна Падикомб | Џесика Керол  | Јована Чуровић      |
| Сер Цилиндар          | Брус Дау       | Том Дусек     | Лако Николић        |
| Нарација              | /              | /             | Виктор Мајер        |